# شهرستان ورختورسکی
شهرستان ورختورسکی (به لاتین: Verkhotursky District) یک شهرستان در روسیه است که در استان سوردلوفسک واقع شده‌است.